# Просперитет Голо бърдо
Дружество „Просперитет Голо бърдо“ (на албански: Shoqata "Prosperitet Golloborda") е културна асоциация на българското малцинство в Албания. Създадено е през 2000 година като неправителствена организация, която има за цел да опазва, развива и изучава българските обичаи и традиции на района на Голо бърдо и да оказва съдействие на свои членове за обучение в България. Председател на „Просперитет Голо бърдо“ от 2001 година е Хаджи Пируши от село Стеблево.